# Provincia de Segovia
Segovia es una provincia española perteneciente a la comunidad autónoma de Castilla y León, situada al norte del sistema Central que divide en dos la altiplanicie del centro de la península ibérica. Su capital es la ciudad homónima de Segovia. Tiene una superficie de 6920,65 km², siendo la provincia de menor extensión de Castilla y León, y cuenta con una población de 156 620 habitantes (INE 2024).
Consta de 209 municipios y 17 entidades locales menores. En materia judicial, la provincia está dividida en cuatro partidos judiciales: el de Cuéllar, de Santa María la Real de Nieva, de Segovia y de Sepúlveda. Para la elección de los diputados que forman el pleno de la Diputación Provincial se utilizan los 5 partidos judiciales que existían en 1979, que son los cuatro mencionados anteriormente (con otra extensión territorial) y se añade el de Riaza.

## Símbolos

### Escudo
El escudo heráldico de la diputación incluye en sus cuarteles las armas de las cabezas de partido de los partidos judiciales de Sepúlveda, Cuéllar, Riaza, Santa María la Real de Nieva y un escusón en abismo con las armas de la ciudad de Segovia. El escudo provincial de Segovia, fue aprobado de forma provisional por la Real academia de la Historia, el 22 de noviembre de 1951, y tras unas ligeras modificaciones, fue aprobado definitivamente por la Diputación Provincial de Segovia, el 22 de julio de 1955. Información que nos da Jesús Fuentetaja Sanz, en un artículo publicado en el periódico El Adelantado de Segovia, el 5 de octubre de 2013, bajo el epígrafe del Instituto de la Cultura Tradicional segoviana.

### Bandera
La bandera provincial de Segovia, fue aprobada por Decreto 75/1986 del 12 de junio de la Consejería de Presidencia y Administración Territorial de Castilla y León, y publicado en el Boletín Oficial de Castilla y León, el 25 de junio de 1986. 
Es de color rojo carmesí tradicional de claridad L*30,Croma: C*25 y Tono: H*14.
https://bocyl.jcyl.es/boletines/1986/06/25/pdf/BOCYL-D-25061986-22.pdf

## Geografía
La provincia, que tiene una superficie de 6920,65 km², limita al norte con las provincias de Valladolid y Burgos, al este con Soria y Guadalajara, al sur con la Comunidad de Madrid, y al oeste con Ávila.
| Noroeste: Valladolid | Norte: Burgos Valladolid | Nordeste: Soria             |
| Oeste: Ávila         |                          | Este: Soria                 |
| Suroeste: Ávila      | Sur: Madrid              | Sureste: Madrid Guadalajara |

### Hidrografía

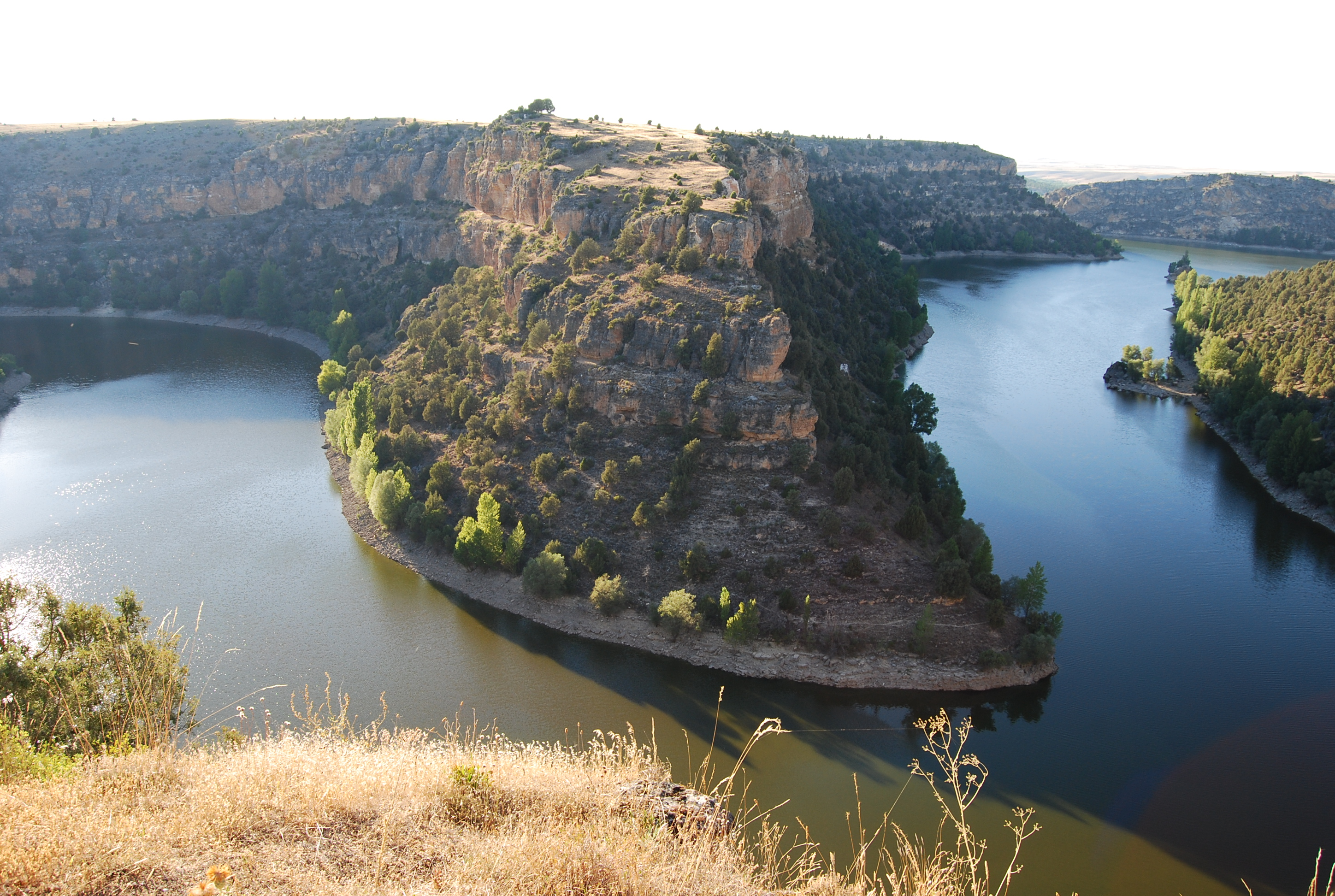
Hoces del Duratón

La provincia está surcada por diferentes cursos de agua que nacen en las alturas de la sierra de Guadarrama y que, con la excepción de algunos pocos arroyos que discurren en dirección suroeste pertenecientes a la cuenca hidrográfica del Tajo, discurren en dirección sureste-noreste por el llano de la Meseta Norte, todos ellos pertenecientes a la cuenca hidrográfica de Duero. Entre ellos se encuentran el río Eresma, que pasa por la capital provincial, y el Duratón con sus conocidas «hoces», además del Cega, el Riaza y el Voltoya.
Al río Riaza desaguan el Aguisejo (también llamado Grado o Ayllón), el Riaguas y los demás arroyos que bañan el partido de su nombre, saliendo de la provincia por el término de Montejo de la Vega de Serrezuela y entrando en el Duero cerca de Roa. Entre los afluentes del Duratón están el Serrano, Caslilla, Prádena y los demás arroyos del partido de Sepúlveda; sale por el término de Laguna de Contreras, y entra en el Duero cerca de Peñafiel. El Cega recibe las aguas del Cerquilla y multitud de arroyos de Cuéllar y Segovia; sale por el término de Mata de Cuéllar y entra en el Duero, cerca de Puente Duero. El Pirón tiene como tributarios al Viejo, al Polendos, el Malucas y otros en los mismos partidos de Segovia y Cuéllar, reuniéndose con el Cega al salir éste de la provincia. A la cuenca del Eresma pertenecen el Riofrío, Milanillos, Moros, Ciguiñuela, Cambrones y el Voltoya con todos los arroyos del partido de Santa María la Real de Nieva y otros muchos del partido de Segovia; sale de la provincia, siendo línea divisoria entre el partido de Santa María y el de Cuéllar. Este río entra en la provincia de Valladolid y desemboca en el Adaja.

### Clima
Según la clasificación climática de Köpen, se podría considerar que el cima de Segovia es de transición entre el Csa (mediterráneo de veranos cálidos) y el Csb (mediterráneo de veranos relativamente frescos). Esto debido a que el clima puede ser Csa en las zonas más bajas de la provincia o ser Csb en las zonas más altas o cercanas a la sierra de Guadarrama.

## Historia

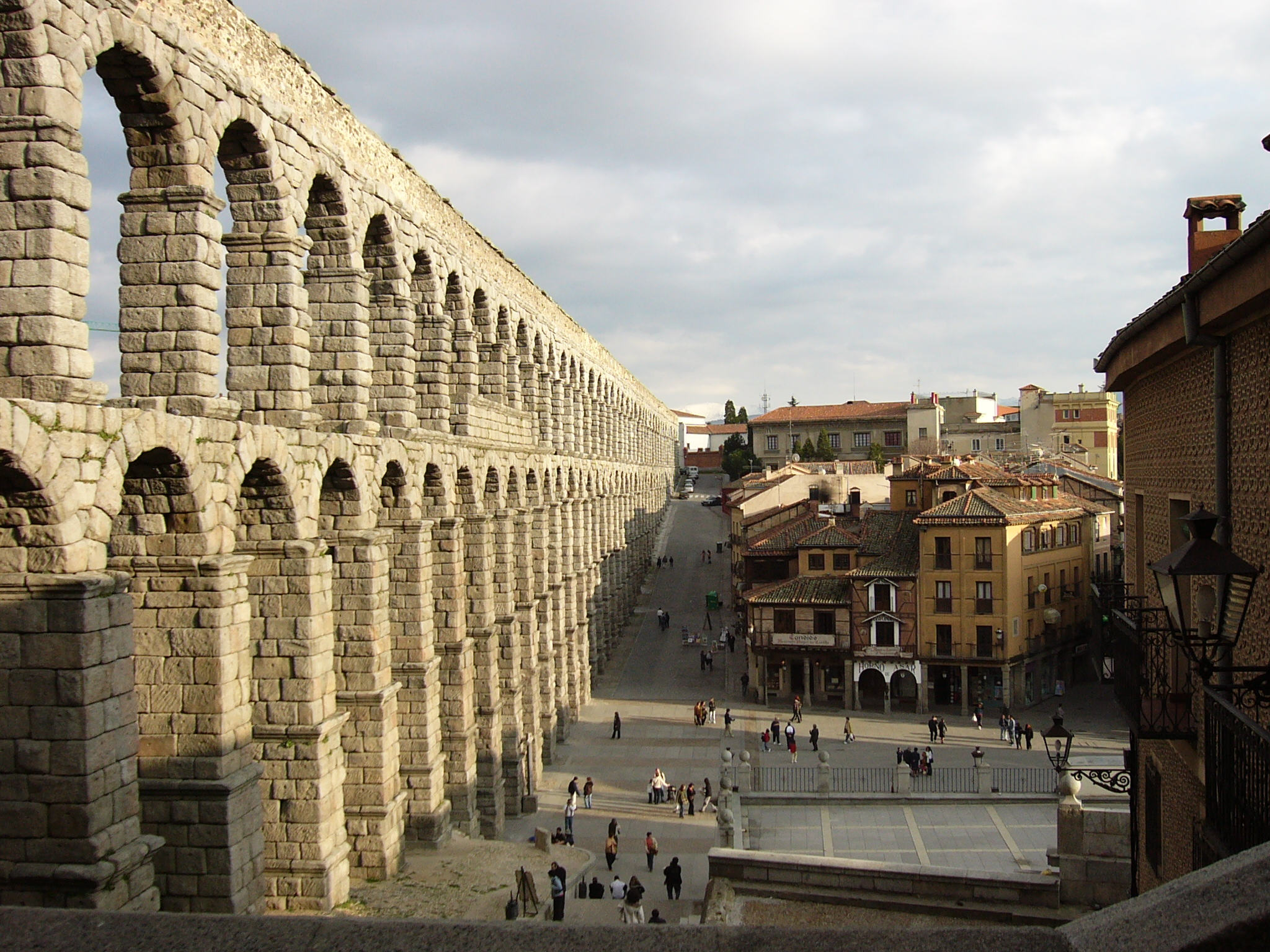
Acueducto de Segovia, obra de ingeniería romana

Los primeros indicios de presencia humana en el territorio que actualmente ocupa la provincia de Segovia se encuentran en yacimientos tales como el del Abrigo del Molino, en la cuenca del Eresma, que data del periodo musteriense, el cual permite deducir que grupos de neandertales habitaban los valles y cuevas kársticas de la zona. Cabe resaltar la zona arqueológica del Abrigo del Molino y San Lázaro, habiéndose encontrado en este último la huella dactilar humana más antigua del mundo, datada en el 43.000 a. C. Los yacimientos de épocas más recientes son más comunes, tales como el asentamiento de la Peña de Estebanvela (Ayllón) o la Cueva de la Griega (Pedraza), datadas en el periodo magdaleniense, o los yacimientos de arte rupestre ubicados en los barrancos del Duratón, tales como la Peña de la Higuera, el Espino, la Cueva de la Huelga o el Abrigo del Cabrón, todos ellos datados en el neolítico.
Durante el campaniforme comienzan a crearse asentamientos temporales, desarrollándose la ganadería y la agricultura además de la cerámica, se han encontrado yacimientos (normalmente asociados con enterramientos) por toda la provincia, tales como La Vaquera o Samboal. Durante la Edad de Bronce los asentamientos comienzan a hacerse permanentes, estimándose un total de 50 asentamientos en la provincia de Segovia principalmente ubicados en la zona nordeste de la provincia. Aproximadamente en el 900 a. C., los pueblos celtas llegaron a la península ibérica, la provincia de Segovia se vio poblada por principalmente vacceos, además de arévacos en la zona norte y laderas de la Sierra de Guadarrama; y vetones en las zonas limítrofes con la provincia de Ávila Estos pueblos celtas se organizaron en pequeñas ciudades-estados, entre las cuales sobresale la ciudad de Cauca, actual Coca.
En 154 a. C. la república romana comienza su segunda campaña para conquistar la península ibérica bajo la dirección de Marco Claudio Marcelo después de haber obtenido posesiones en la costa mediterránea tras la segunda guerra púnica. Marcelo logró pacificar a los celtiberos, aunque fue sustituido por órdenes del senado por Lucio Licino Lúculo, el cual atacó a los arévacos sin permiso del Senado. Conquistó la zona de la provincia de Segovia, sometiendo a la oppidum de Cauca a través de un engaño en el año 150 a. C., a partir de entonces la zona se encontrará bajo dominio romano, siendo atacada por las tropas de Viriato durante la segunda rebelión lusitana. Durante las campañas de Tito Didio contra los arévacos algunas oppida desaparecieron, tales como Cuéllar, Sepúlveda o Ayllón, mientras que se funda la ciudad de Compluentia, actual Duratón. En el 27 a. C. la zona se encontraba dentro de la provincia romana de Terraconensis y a su vez organizada en tres civitates: Segovia, Cauca y Compluentia; luego bajo la reorganización de Diocleciano la zona pasó a estar bajo administración de la provincia de Cartaginensis.
Durante las invasiones germanas, la zona volvió bajo jurisdicción de la provincia Tarraconensis la cual estaba bajo el dominio teórico del Imperio Romano pero en la práctica era gobernado por los visigodos, los cuales eran federados del Imperio. Tras la caída del Imperio Romano de Occidente, el Reino visigodo se independizó, siendo la zona de Segovia integrada dentro de la provincia Cartaginense del Reino Visigodo de Toledo. Entre 711 d. C. y 714 d. C. la península ibérica fue conquistada por las tropas musulmanas de Táriq ibn Ziyad. La zona de Segovia se vio afectada en gran medida, ya que quedó despoblada tras la invasión.

Comunidades de Villa y Tierra

A finales del siglo X la zona al sur del Duero comenzó a ser repoblada por cristianos (algunas villas como Sepúlveda llegando a obtener un Fuero), siendo reforzados tras la derrota del ejército califal en el 940. pero fueron destruidas tras las campañas de Almanzor. Será Alfonso VI de León quien conquiste y repueble la zona norte de la provincia en 1085 y el sur, incluyendo la ciudad de Segovia, en 1088 bajo las órdenes del conde don Raimundo Durante los reinados de Urraca, Alfonso VII y Alfonso VIII en la llamada "Extremadura castellana", se fraguará una forma de gobierno distinta a la del norte: los Concejos de Villa y Tierra, estos consejos gobernaban las zonas aledañas a las villas y solo respondían ante el rey. En 1252 bajo el reinado de Alonso X la mayoría de villas de los concejos obtienen su propio Fuero Real y tras la creación de la Mesta en 1273 se vío especialmente beneficiada ya que dos de las principales cañadas la atravesaban. Es precisamente la ganadería bovina y la fabricación de paños el que catapultará a las Comunidades de Villa y Tierra hacia el éxito económico en la Baja Edad Media.
La provincia de Segovia se levantó junto a los comuneros durante la guerra de las comunidades, perdiendo buena parte de su potencia industrial debido a los impuestos creados tras la guerra para indemnizar a los afectados. A pesar del interés Borbón de revitalizar la provincia, esta entrará en una decadencia económica y demográfica. En 1812 se reorganizan las divisiones administrativas de España bajo la Constitución de 1812, constituyéndose por primera vez la provincia de Segovia tal y como la conocemos, esta a su vez se encontraba dentro de la región de Castilla la Vieja. Durante la primera guerra carlista, la provincia fue atacada por fuerzas Carlistas que intentaron tomar la ciudad de Segovia sin éxito.
En 1847, Patricio de la Encosura promulga un decreto que divide España en gobiernos generales, quedando Segovia dentro del gobierno de Castilla la Nueva, sin embargo este decreto es revocado el mismo año, volviendo Segovia a la región de Castilla la Vieja. 
Durante la guerra civil la guarnición de Segovia se levantó contra la Segunda República siguiendo a la guarnición de Valladolid, sin encontrar resistencia armada en la provincia excepto en San Rafael, Prados y las cercanías de El Espinar, donde milicianos del Frente Popular tomaron la central de teléfonos y se mantuvieron varios tiroteos con los guardias civiles enviados desde Segovia en los conocidos como Sucesos de Prados, más adelante en el conflicto, la provincia fue escenario de la batalla de Guadarrama y otros conflictos en la sierra, disputados con tal de controlar los pasos que daban acceso a Madrid. 356 personas fueron ejecutadas durante la guerra en la provincia por su ideología y 2.282 fueron detenidas.
Durante la transición, la provincia de Segovia trató de constituirse como comunidad autónoma uniprovincial a través de un estatuto de autonomía pero tras la polémica repetición de la votación en el ayuntamiento de Cuéllar quedó suspendida el umbral de votos necesarios. Pendiente de sentencia judicial, fue forzosamente integrada dentro de la autonomía de Castilla y León «por razones de interés nacional», cuatro días después de ser creada, el 1 de marzo de 1983. El 15 de abril de 1985 quedaría invalidada la segunda votación dejando patente la mayoría uniprovincialista, ya si recorrido.

## Organización territorial

### Municipios

División municipal de la provincia

La unidad administrativa básica en la que se divide la provincia son los municipios. Existen 209 en la actualidad. El municipio con más habitantes es la capital provincial. En el rango entre 10 000 y 20 000 habitantes se sitúa El Espinar. El resto de municipios no alcanzan la cifra de 10 000 ciudadanos empadronados. Es destacable un elevado número de ellos con poblaciones por debajo de los 500 habitantes. La extensión promedio del municipio en la provincia es de 33,11 km². Entre las localidades de la parte noroeste de la provincia destacan en cuanto a población Cuéllar —el tercer municipio en población de la provincia—, Coca, Navas de Oro, Nava de la Asunción o Sanchonuño. En el sur de la provincia, en la vertiente noroccidental de la sierra de Guadarrama los municipios con más habitantes son, junto a la propia ciudad de Segovia (que cuenta con municipios limítrofes de relativa importancia como Palazuelos de Eresma, La Lastrilla, Hontanares de Eresma o San Cristóbal de Segovia), los de El Espinar, Real Sitio de San Ildefonso (La Granja) o Villacastín.
El centro de la provincia destacan los municipios de Cantalejo, Carbonero el Mayor, Cantimpalos o Turégano. En la poco poblada parte noreste de la provincia los municipios de mayor población son Sepúlveda, Riaza y Ayllón.
En la provincia de Segovia se contabilizan (INE, revisión del padrón municipal a 1-1-2024):
- 1 municipio mayor de 50 000 habitantes
- 1 municipio de 10 000 a 20 000 habitantes
- 3 municipios de 5001 a 10 000 habitantes
- 6 municipios de 2001 a 5000 habitantes
- 14 municipios de 1001 a 2000 habitantes
- 18 municipios de 501 a 1000 habitantes
- 85 municipios de 101 a 500 habitantes
- 81 municipios que no sobrepasan los 100 habitantes

Los veinte municipios más poblados de la provincia de Segovia son los siguientes (INE del 1 de enero de 2024):
| Sta. Mª de Nieva Segovia Riaza Sepúlveda Cuéllar |

Los cinco partidos judiciales de la provincia.

### Comarcas
La provincia de Segovia está dividida aunque de manera no oficial, en diferentes comarcas históricas que engloban a varios municipios y pedanías, las denominadas Comunidades de Villa y Tierra que surgieron para llevar a cabo la Repoblación medieval. Estas comunidades son:
- Comunidad de Ciudad y Tierra de Segovia.
- Comunidad de Villa y Tierra de Ayllón
- Comunidad de Villa y Tierra de Coca
- Comunidad de Villa y Tierra de Cuéllar.
- Comunidad de Villa y Tierra de Fresno de Cantespino
- Comunidad de Villa y Tierra de Fuentidueña
- Comunidad de Villa y Tierra de Maderuelo
- Comunidad de Villa y Tierra de Montejo
- Comunidad de Villa y Tierra de Pedraza
- Comunidad de Villa y Tierra de Sepúlveda
- Comunidad de Villa y Tierra de Árevalo
- Comunidad de Villa y Tierra de Íscar

Varias de estas comunidades de Villa y Tierra siguen vigentes en la actualidad como mancomunidades. Además, existen otras comarcas y mancomunidades en la provincia que han sido creadas para la gestión de servicios o aprovechamiento de bienes comunes.

## Demografía

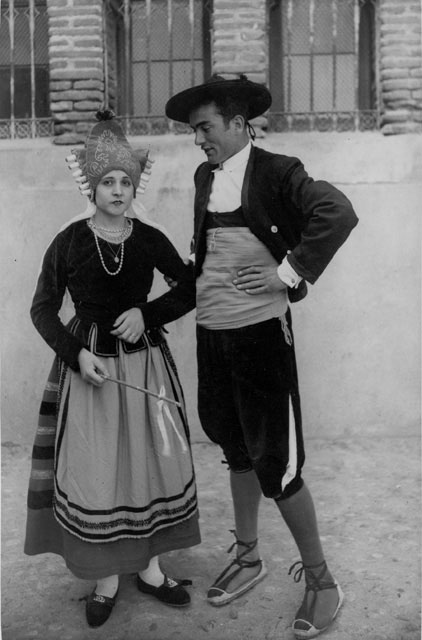
Tipos segovianos

La población según el censo (INE 2024) de la provincia de Segovia ascendía a 156 620 personas. Entre los años 2000 y 2009, la provincia recuperó población, posiblemente debido al impulso económico que supone estar cerca de la Comunidad de Madrid, y en los años 2010 a 2020, se ha pasado a una fase de estancamiento a causa de la crisis económica y el envejecimiento de la población. Segovia sigue siendo una provincia muy despoblada, con una densidad demográfica muy baja, de poco más de 22,63 hab./km². En el conjunto de las provincias españolas, solo Soria (90 073 habitantes) y Teruel (135 309 habitantes) tienen menos población absoluta (INE, 2024). En el contexto de Castilla y León, en los últimos quince años se ha recortado notablemente el diferencial de población con respecto a las provincias de Ávila (160 463 habitantes) y Palencia (158 063 habitantes).

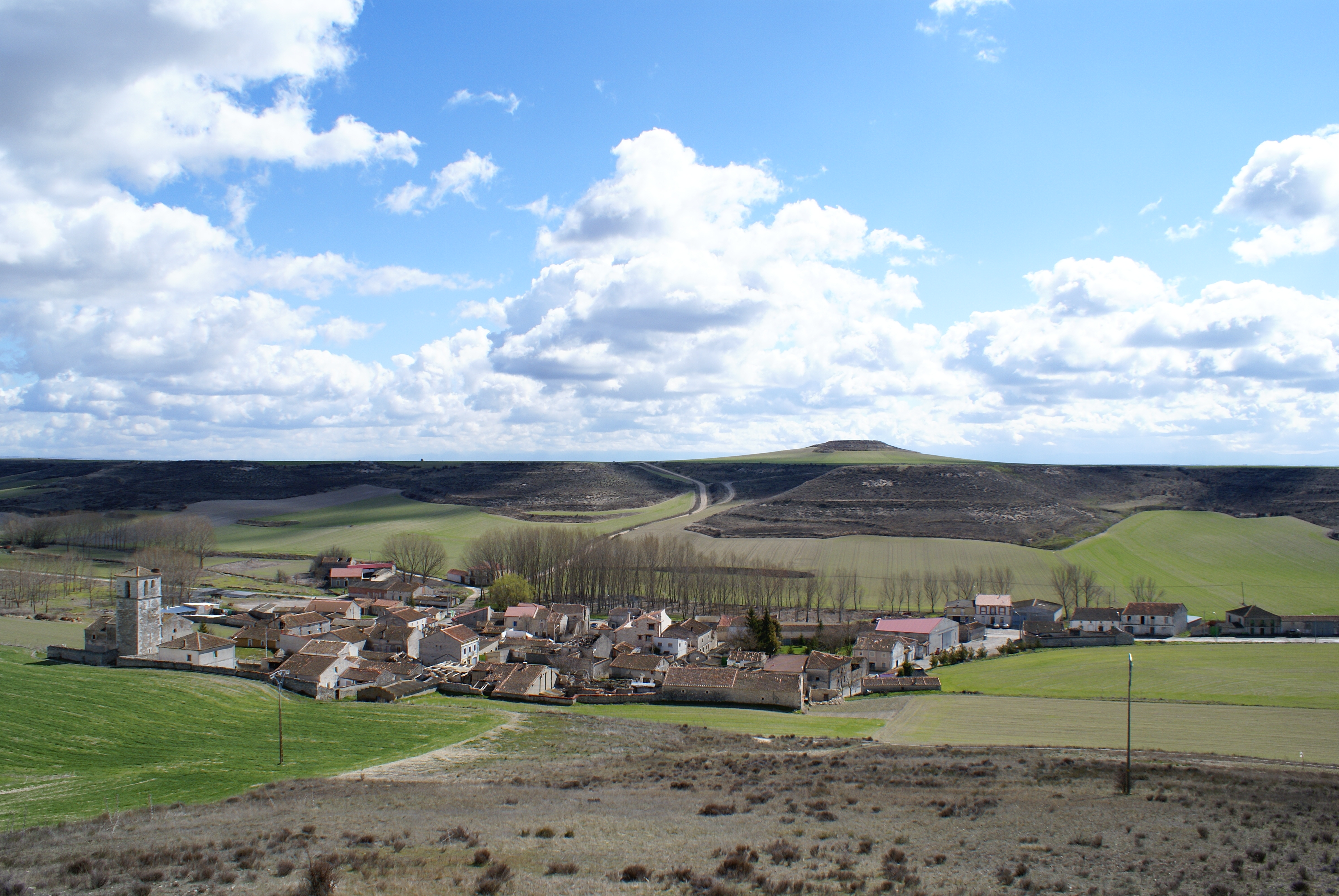
Dehesa de Cuéllar, un pequeño núcleo de población perteneciente al término municipal de Cuéllar

Los principales núcleos de población de la provincia de Segovia son: la capital provincial Segovia, El Espinar, Cuéllar, Palazuelos de Eresma, Real Sitio de San Ildefonso, Cantalejo, San Rafael, Nava de la Asunción, Carbonero el Mayor, Riaza, Coca, Villacastín, Los Ángeles de San Rafael, Navas de Oro, Ayllón y Cantimpalos. Más de la mitad de los municipios tienen menos de 200 habitantes. El crecimiento demográfico más dinámico de la provincia lo ha experimentado la veintena de municipios que forman el llamado alfoz de Segovia, es decir aquellos que se sitúan a una distancia relativamente corta de la capital provincial estando dentro de su zona de influencia, y que, por ello, reciben preferencialmente la migración de la población que busca viviendas menos costosas sin alejarse excesivamente del núcleo urbano y de las fuentes de trabajo. 
De acuerdo a los datos del INE, el alfoz de Segovia ha crecido en forma sostenida en las últimas dos décadas, aumentado su población más del 100 %, entre los años 2000 y 2023 hasta superar los 30 000 habitantes. La capital provincial creció solamente un 0,7 % en dicho período, e inclusive redujo su población en 466 individuos (0,8 %) entre los años 2005 y 2006 (INE). En contraste, los incrementos demográficos más marcados en el mismo período, se han producido en varios municipios del alfoz, destacando un primer cinturón distante hasta 10 km con: Espirdo, La Lastrilla, San Cristóbal de Segovia, Palazuelos de Eresma, Trescasas y Torrecaballeros, así como un segundo cinturón de municipios, distante entre 10 y 20 km con: Hontanares de Eresma, Valverde del Majano, Garcillán, Abades, Real Sitio de San Ildefonso, Bernuy de Porreros, Encinillas y Roda de Eresma entre otros.
El municipio de El Espinar es un caso especial en la provincia. Por su condición de municipio segoviano más próximo y mejor comunicado con Madrid, está experimentando notables crecimientos demográficos que se vienen dando durante el siglo XXI (aproximadamente un 5 % anual). Incrementos de población motivados por dicha proximidad a Madrid se detectan también en otros municipios del suroeste provincial, como Ituero y Lama, Otero de Herreros, Navas de San Antonio, Zarzuela del Monte o Marugán.
Pese a que Cuellar ha sido histórica y tradicionalmente el segundo municipio de la provincia por población, el censo del INE del 1 de enero de 2022 ha supuesto por primera vez en la historia que El Espinar ha superado a la localidad cuellarana, erigiéndose así El Espinar como el segundo municipio provincial más poblado tras la capital segoviana. El 1 de enero de 2024 superó El Espinar por primera vez en su historia los 10 000 habitantes.
El municipio de Cuéllar es otro caso especial en la provincia, ya que se sitúa en la zona denominada El Carracillo, lugar donde hay extensiones grandes de superficie cultivada, gracias al acuífero que toma el mismo nombre. Es una zona que atrae población, y de ello, es beneficiaria la propia ciudad de Cuéllar. Otra razón es que se encuentra a medio camino entre Segovia y Valladolid y la única con una población de 10 000, por lo que es un centro de referencia comarcal. Actualmente cuenta con alrededor de 10 000 habitantes. El municipio de Sanchonuño perteneciente al Carracillo, cuenta con una industria hortofructícola destacada y supera también el millar de habitantes.
La pandemia de 2020 y 2021, provocada por el Covid-19, ha provocado en la provincia de Segovia (al igual que en Ávila), un fenómeno nuevo, el éxodo de población procedente mayoritariamente de Madrid a los municipios limítrofes, empadronándose muchos de ellos en segundas residencias. Este movimiento de población no solo ha compensado el exceso de mortalidad relacionado directa e indirectamente con la pandemia, sino que se ha revertido la tendencia decreciente de la última década. Eso sí, los municipios del Norte y Nordeste de la provincia, con pocas excepciones, han seguido perdiendo población.

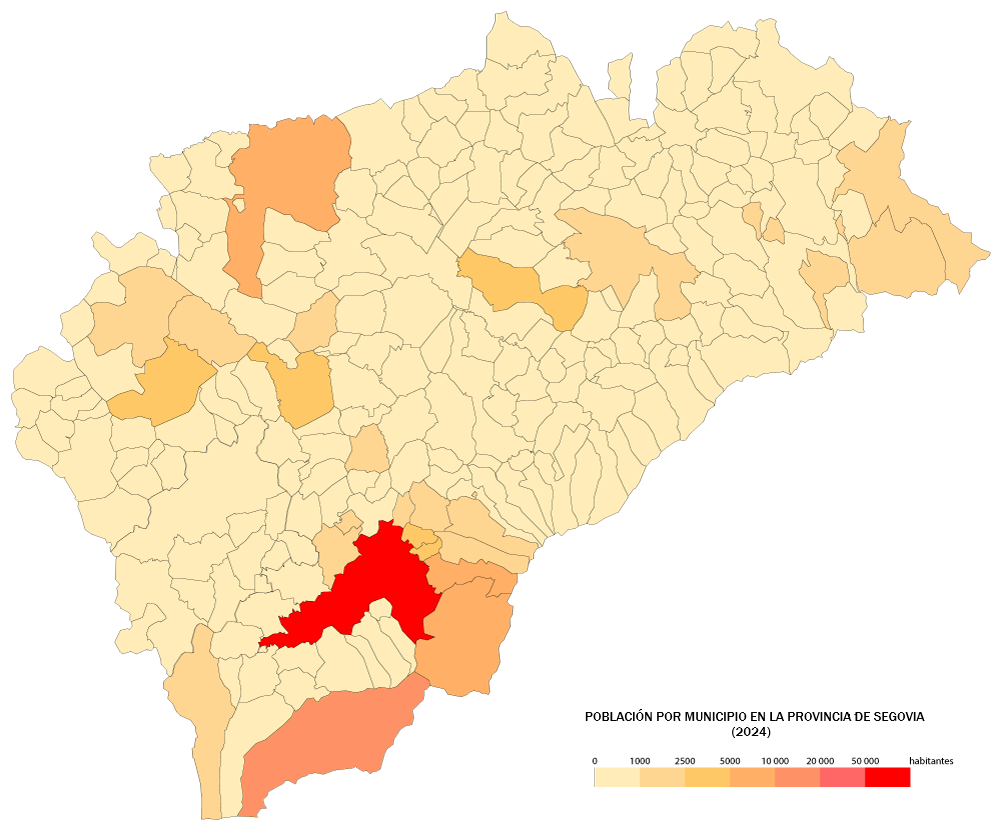
Población por municipio en 2024
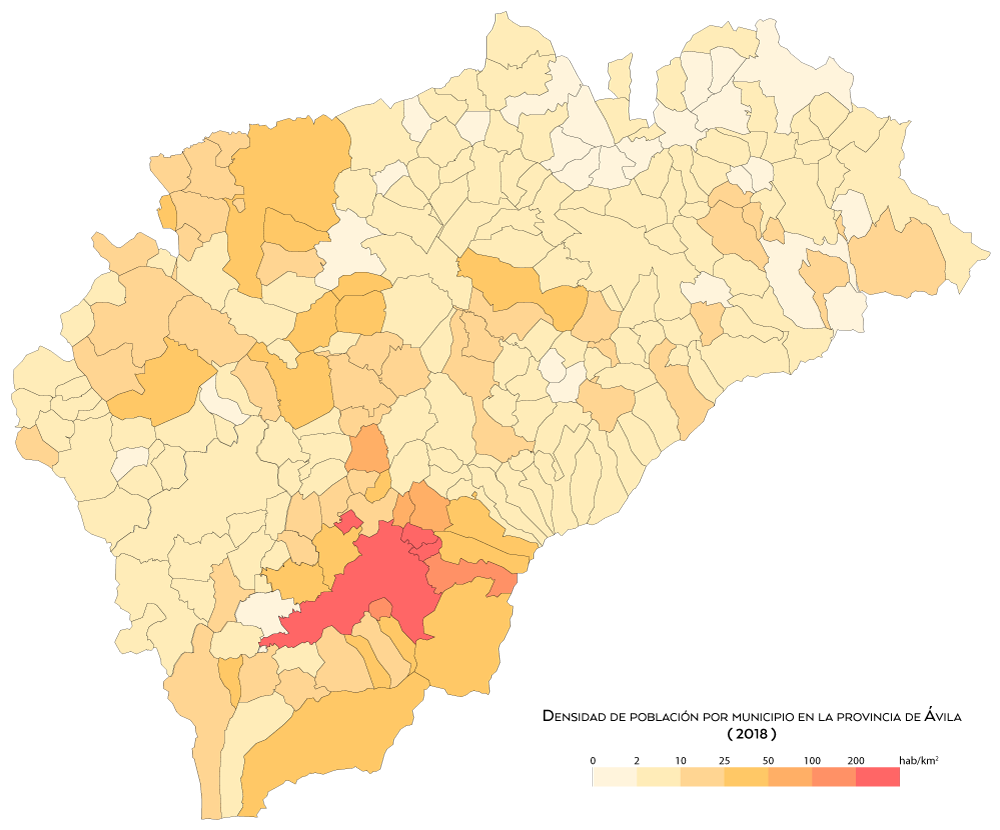
Densidad de población por municipio en 2018
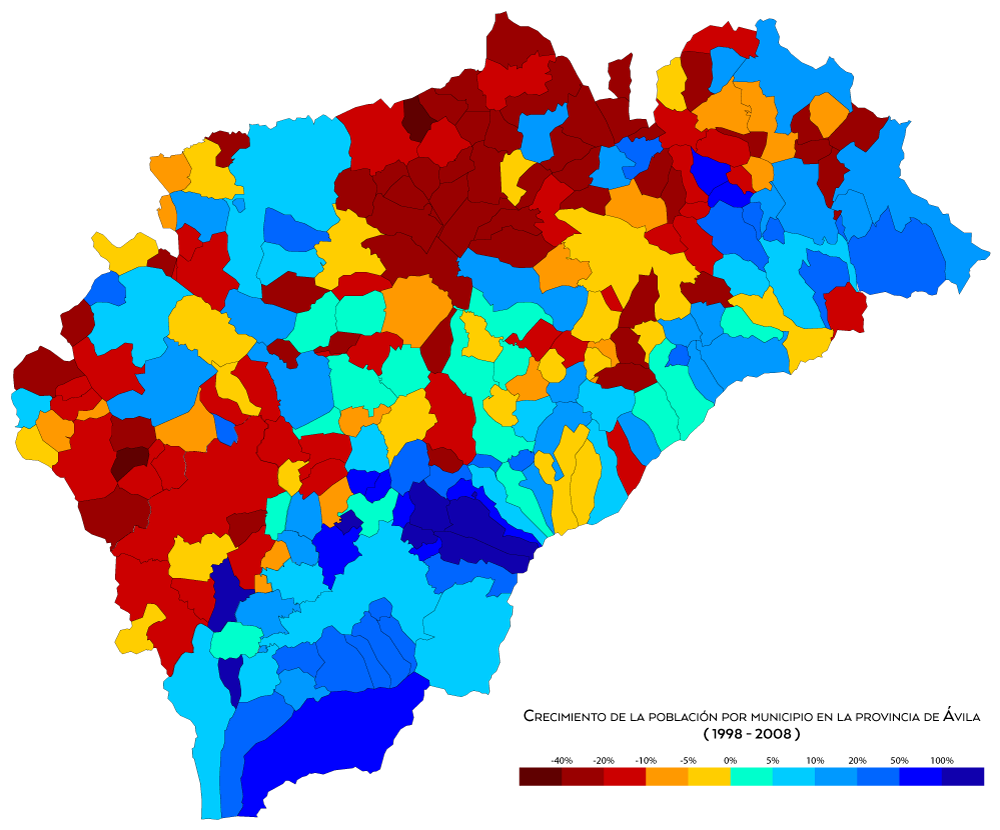
Crecimiento de la población entre 1998 y 2008
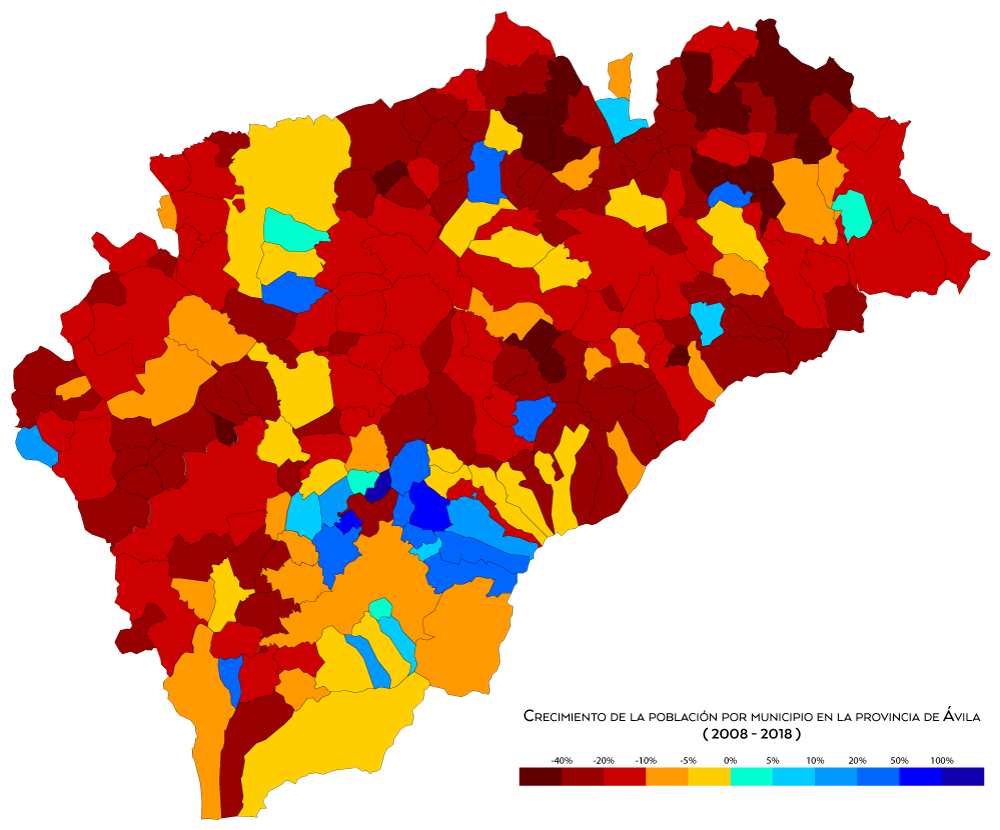
Crecimiento de la población entre 2008 y 2018

| Evolución demográfica de la provincia de Segovia | Evolución demográfica de la provincia de Segovia | Evolución demográfica de la provincia de Segovia | Evolución demográfica de la provincia de Segovia | Evolución demográfica de la provincia de Segovia | Evolución demográfica de la provincia de Segovia | Evolución demográfica de la provincia de Segovia | Evolución demográfica de la provincia de Segovia | Evolución demográfica de la provincia de Segovia | Evolución demográfica de la provincia de Segovia | Evolución demográfica de la provincia de Segovia | Evolución demográfica de la provincia de Segovia | Evolución demográfica de la provincia de Segovia | Evolución demográfica de la provincia de Segovia | Evolución demográfica de la provincia de Segovia | Evolución demográfica de la provincia de Segovia | Evolución demográfica de la provincia de Segovia | Evolución demográfica de la provincia de Segovia |
| Año                                              | 1994                                             | 1996                                             | 1998                                             | 2000                                             | 2002                                             | 2004                                             | 2006                                             | 2008                                             | 2010                                             | 2012                                             | 2014                                             | 2016                                             | 2018                                             | 2019                                             | 2020                                             | 2022                                             | 2023                                             |
| ------------------------------------------------ | ------------------------------------------------ | ------------------------------------------------ | ------------------------------------------------ | ------------------------------------------------ | ------------------------------------------------ | ------------------------------------------------ | ------------------------------------------------ | ------------------------------------------------ | ------------------------------------------------ | ------------------------------------------------ | ------------------------------------------------ | ------------------------------------------------ | ------------------------------------------------ | ------------------------------------------------ | ------------------------------------------------ | ------------------------------------------------ | ------------------------------------------------ |
| Población                                        | 149 139                                          | 147 770                                          | 146 755                                          | 146 613                                          | 149 286                                          | 152 640                                          | 156 322                                          | 163 899                                          | 164 268                                          | 163 701                                          | 159 303                                          | 155 652                                          | 153 342                                          | 153 129                                          | 153 478                                          | 153 803                                          | 155 258                                          |

| Gráfica de evolución demográfica de la provincia de Segovia entre 1990 y 2022                               |
| |
| Fuente: Instituto Nacional de Estadística de España - Elaboración gráfica por Wikipedia. Unidades: millares |

Inmigración
El crecimiento sostenido de la población residente en la provincia de Segovia desde el año 2000 al 2008, está relacionado con el fuerte incremento de la inmigración, la cual representa en la actualidad más del 10 % de la población. Destaca la comunidad búlgara con más de 7000 residentes. Los polos de asentamiento de los emigrantes son la capital y su alfoz, la Tierra de Pinares y el Carracillo, así como los municipios lindantes con la provincia de Madrid. En 2009 y 2010, la crisis económica ha provocado una reducción drástica de nuevos empadronados foráneos, y como consecuencia de ello al estancamiento poblacional actual. Según información extraída del INE, en 2012 (21.730 personas) se alcanza un pico máximo de inmigrantes. A raíz de la crisis económica de 2008, la reducción de empadronados extranjeros llega en 2017 a un mínimo de 16.016 personas. A partir de entonces la entrada de nuevos inmigrantes ha retomado la senda alcista, de tal modo que en 2022 se registran 18.218 personas y 20.015 personas en 2023. Este aumento poblacional compensa la pérdida de población autóctona. Por nacionalidades, a partir de 2020, destaca la entrada de inmigrantes procedentes de Colombia, Venezuela y Perú.

## Economía

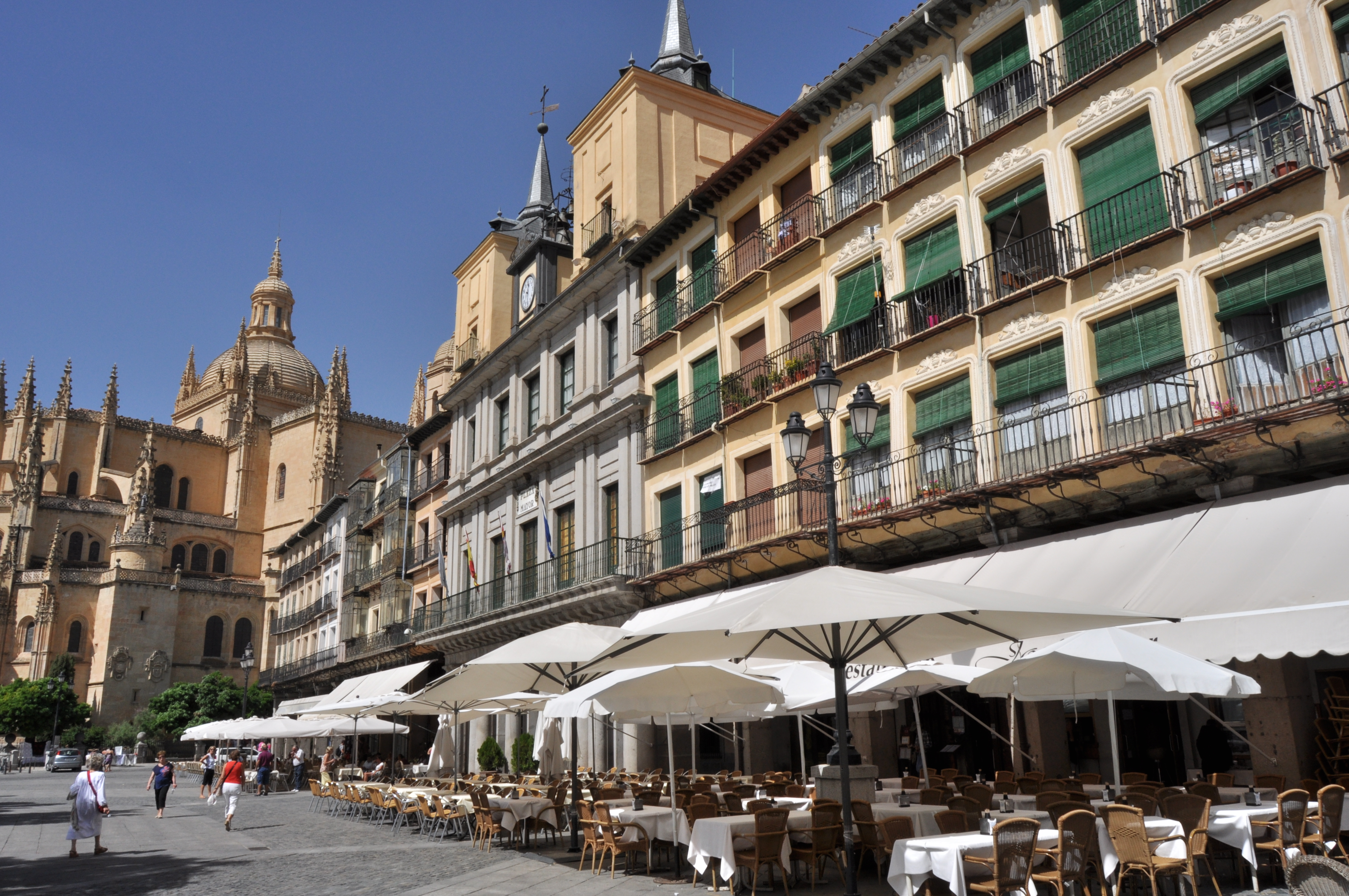
Establecimientos de restauración en la capital provincial

Su economía en la actualidad, está basada fundamentalmente, en el sector servicios, destacando el turismo ya que la provincia cuenta con importantes recursos culturales, fruto de un pasado muy importante, y el sector primario, sobre todos explotaciones de ganadería porcina.

## Política

Distribución de la Diputación tras las elecciones municipales de 2023

Desde las Elecciones Municipales de 2019, el PP tiene mayoría absoluta en la Diputación, la cual fue revalidada en las Elecciones Municipales de 2023.
- Desde 2019 el presidente de la diputación es Miguel Ángel de Vicente Martín, cargo que revalidó en 2023.[20]

## Servicios

### Educación
La provincia de Segovia posee un gran número de centros de enseñanza primaria y secundaria, el primero de ellos, el Instituto Mariano Quintanilla y el Instituto Andrés Laguna, fundados como uno solo en 1845, han sido declarados bien de interés cultural. Al igual, en Segovia se encuentran cuatro colegios concertados, tres de los cuales son de carácter religioso, que son el Centro Madres Concepcionistas, el Centro Claret y el Centro Nuestra Sseñora de la Fuencisla.
Respecto a la enseñanza superior, en Segovia se encontraba el Colegio Universitario de Segovia Domingo de Soto, un centro adscrito a la Universidad Complutense de Madrid creado en 1969 por la Obra Social y Cultural de Caja Segovia. El centro se integró en la Universidad de Valladolid en 2007. En este centro podían cursarse las carreras de Derecho, Administración y Dirección de Empresas, Publicidad y Relaciones Públicas e Ingeniería Técnica en Informática de Gestión.
Actualmente se encuentra en Segovia un campus de la Universidad de Valladolid, en el que se pueden cursar carreras como Ingeniería Informática, Derecho, Administración y Dirección de Empresas, Relaciones Laborales, Publicidad, Relaciones Públicas, Turismo y Magisterio. En la ciudad se encuentra IE University, una universidad privada dedicada principalmente a la escuela de negocios, con un programa de maestría en Administración de Negocios.

### Transporte
Sus comunicaciones con la capital de España son bastante buenas: por carretera a través de la autopista AP-61, y por ferrocarril a través y la línea 53 de Renfe Media Distancia Segovia-Madrid y por la línea de alta velocidad Madrid-Segovia-Valladolid.
Las conexiones con el resto de lugares son algo precarias, bien a través de carreteras nacionales, o bien a través de carreteras autonómicas tanto de la Junta de Castilla y León tanto como de la Diputación de Segovia. En el año 2008, se ha puesto en servicio una autovía autonómica que une Segovia con Valladolid, a través de Cuéllar.

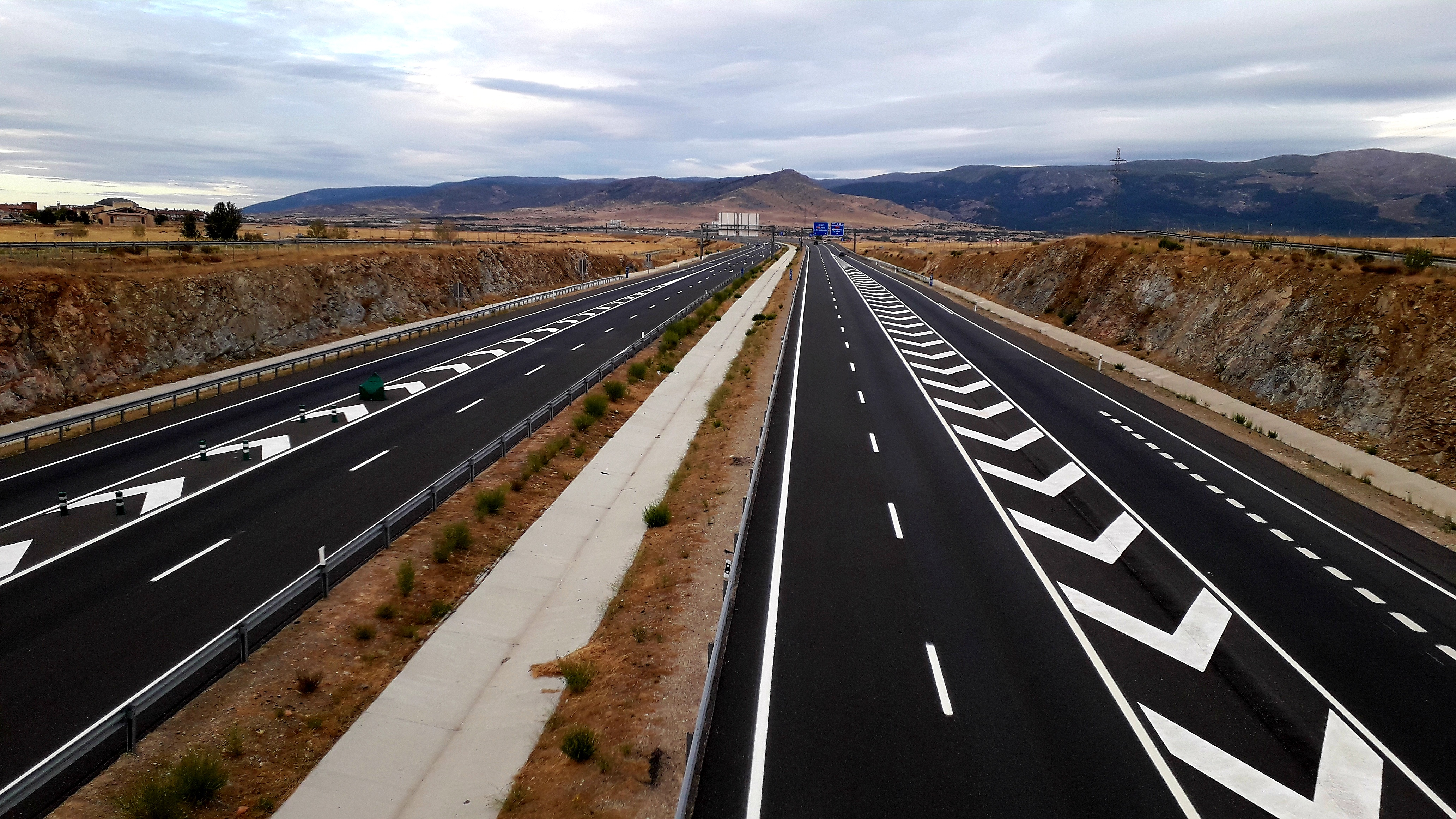
SG-20, autovía de circunvalación de la ciudad de Segovia

Vías de alta capacidad
| Identificador | Nombre                       | Desde/Hasta            | Localidades importantes de Segovia por donde pasa  |
| ------------- | ---------------------------- | ---------------------- | -------------------------------------------------- |
|               | Autovía del Norte            | Madrid-Irún            | Cerezo de Abajo, Boceguillas, Fresno de la Fuente  |
|               | Autovía del Noroeste         | Madrid-La Coruña       | Martín Muñoz de la Dehesa                          |
|               | Autopista del Noroeste       | Madrid-Adanero         | San Rafael                                         |
|               | Autopista Segovia-San Rafael | San Rafael-Segovia     | Segovia                                            |
|               | Circunvalación de Segovia    | Perogordo-La Lastrilla | Segovia, La Lastrilla, San Cristóbal de Segovia    |
|               | Autovía de Pinares           | Valladolid-Segovia     | Cuéllar, Navalmanzano, Carbonero el Mayor, Segovia |

| Nombre | Desde/Hasta                        | Localidades importantes de Segovia por donde pasa     |
| ------ | ---------------------------------- | ----------------------------------------------------- |
| N-6    | Madrid-La Coruña                   | San Rafael, El Espinar, Navas de San Antonio, Labajos |
| N-110  | San Esteban de Gormaz-Plasencia    | Riaza, Segovia, Villacastín                           |
| N-603  | San Rafael-Segovia                 | Segovia                                               |
| N-601  | Madrid-Gijón                       | Martín Muñoz de las Posadas                           |
| N-403  | Toledo-Martín Muñoz de las Posadas | Martín Muñoz de las Posadas                           |

| Nombre | Desde/Hasta        | Localidades importantes de Segovia por donde pasa |
| ------ | ------------------ | ------------------------------------------------- |
| E-05   | Greenock-Algeciras | Cerezo de Abajo, Boceguillas, Fresno de la Fuente |

## Cultura

### Patrimonio histórico

Vista del acueducto de Segovia

El patrimonio histórico de la provincia es muy rico y variado. En la capital se encuentran joyas romanas como el acueducto de Segovia, el más vistoso de los muchos hallazgos arqueológicos del periodo en la ciudad. En la provincia también se conocen varias villas romanas como la de Santa Lucía en Aguilafuente, la de Los Casares en Armuña o Paradinas, todas ellas caracterizadas especialmente por el hallazgo de decoraciones de mosaico. También se conservan importantes restos de varias ciudades romanas ubicadas en la provincia como Confluenta, en Duratón o Cauca, en Coca, así como enclaves mineros como la explotación de cobre del cerro de los Almadenes, en Otero de Herreros. 

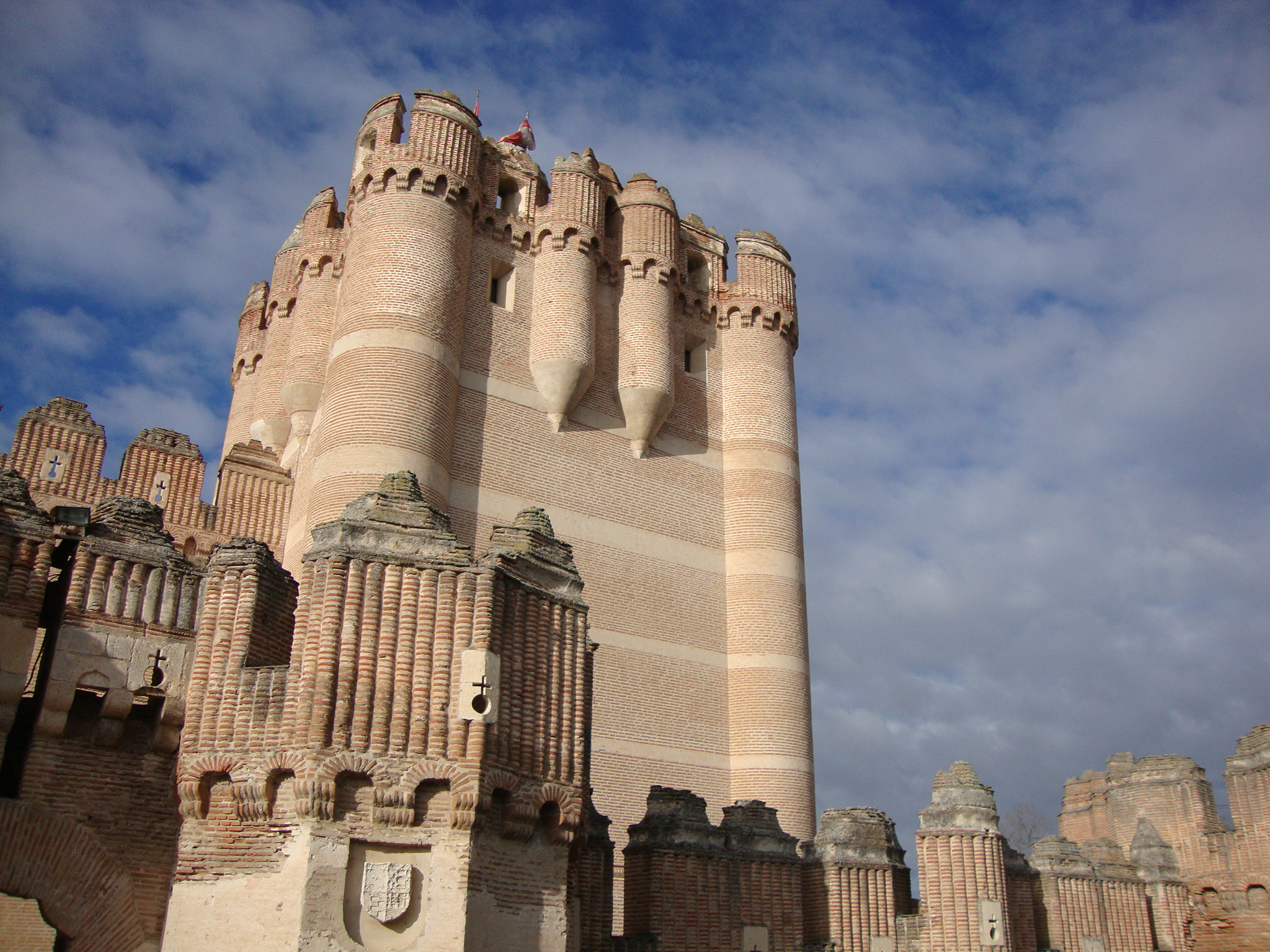
Castillo de Coca

Del gótico medieval, aunque alterados e incluso en ruinas, quedan numerosas construcciones; en su momento inicial dejó sus huellas en los monasterios de Sacramenia y San Pedro de las Dueñas, pero el gótico tardío, más pujante, levantó una catedral, los conventos de Santa María la Real de Nieva y San Francisco de Cuéllar y Santa Cruz, El Parral y San Francisco de Segovia, así como notables templos parroquiales, a veces incompletos, en El Espinar, Villacastín, La Losa, Martín Muñoz de las Posadas, Coca, Carbonero el Mayor o Cantimpalos. También destaca [cita requerida]la pintoresca ermita del Santo Cristo de la Moralejilla en Rapariegos del siglo VI, declarada Monumento Histórico Artístico en 1994, y en la misma localidad el Convento Inmaculada Concepción de Rapariegos y la iglesia de arquitectura mudéjar tardío.
De la arquitectura militar del mismo estilo se han conservado los castillos de Turégano, Pedraza y Cuellar, el alcázar de Segovia y las torres-fortaleza de Lastras del Pozo y Valdeprados. En lo que respecta a la arquitectura civil, existen numerosos palacios y casonas de fachadas blasonadas en localidades como Ayllón, Sebúlcor, Sauquillo de Cabezas, Pedraza, La Armuña, Segovia y Villacastín.
El patrimonio arquitectónico segoviano no se entiende sin el complejo que los Borbones levantaron en San Ildefonso, formado por el palacio y los jardines de La Granja, el palacio de Riofrío y el templo parroquial de Trescasas declarado BIC.

### Gastronomía

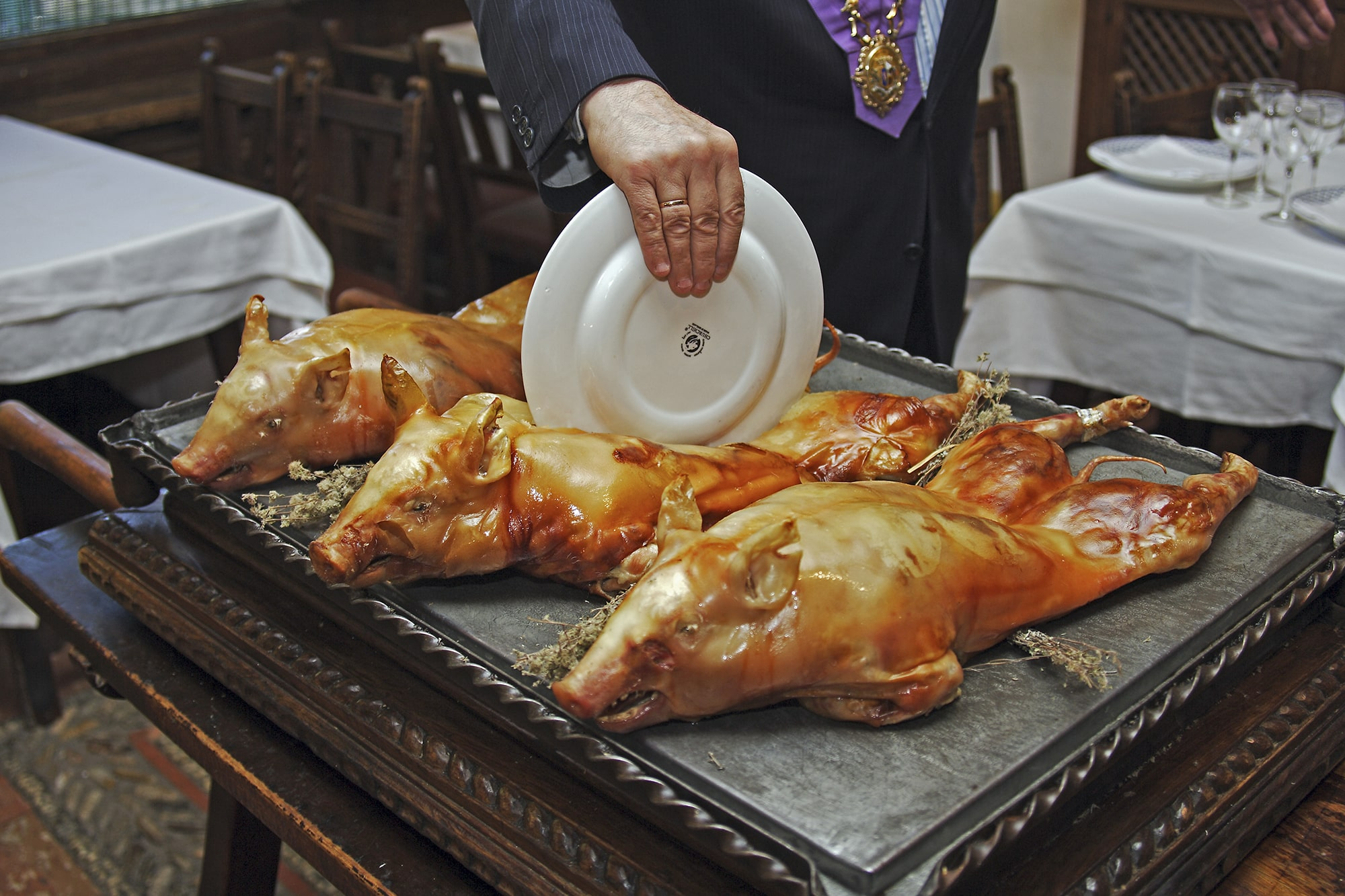
Cochinillo asado segoviano

La provincia de Segovia, destaca principalmente por sus asados, tanto cordero como cochinillo de Segovia. Otros platos típicos son el chorizo de Cantimpalos, los judiones de La Granja, las sopas de ajo, y como postre el afamado ponche segoviano. El producto hortícola segoviano más conocido son las legumbres, como el guisante o las lentejas.
En cuanto a bebidas, en la provincia de Segovia, se encuentran municipios pertenecientes a dos Denominaciones de Origen: Denominación de Origen de Rueda, y Denominación de Origen Ribera del Duero; además, cuenta con el vino de calidad de Valtiendas.

### Cine
- El amor del capitán Brando
- El espítitu de la colmena
- Furtivos
- Mr. Arkadin